# Edmé Bouchardon
Edmé Bouchardon [ejtsd: busárdón] (Chaumont, 1698. május 29. – Párizs, 1762. július 27.) francia szobrász és rajzoló.

## Élete
1723-ban elnyerte a Római-díjat. Rómában szorgalmasan tanulmányozta az antik mesterműveket. Rövid idő alatt a legjobb rajzolók egyikének és elsőrangú szobrásznak tartották. Éppen XI. Kelemen pápa síremlékén dolgozott, midőn 1732-ben a francia udvar Párizsba visszahívta. Legjobb művei közé tartozik a párizsi városi tanács által megrendelt két emlék: a szökőkút a Faubourg Saint-Germain Grenelle nevű utcájában, továbbá XV. Lajosnak bronzból készült lovasszobra, az ugyanilyen nevű téren, melyet később Concorde térnek neveztek. A népdüh 1792-ben úgy elpusztította ez a díszművet, hogy darabja sem maradt meg.